# 花鼠
花鼠（学名：Eutamias sibiricus）为松鼠科花鼠属的动物，亦称“五道眉”。已知有2属，东美花鼠属有一种，栖息在北美洲东部；花鼠属有16种，栖息在北美西部、中亚和东亚。

## 特征
花鼠比松鼠小，体长13～16厘米，尾长9～13厘米。背有5条明显的黑纵纹，中间一条最长，向前延伸到头顶，最外2条较短，围有白纹；头顶为棕黑色，眼上下和耳缘为白色，四肢为淡黄色。

## 分布
在中国大陆，分布于黑龙江、青海、内蒙古、甘肃、河南、陕西、山西、宁夏、河北、辽宁、吉林、新疆、四川等地，一般生活于森林、灌丛。该物种的模式产地在Barnaul,Sibiria。

## 亚种
- 花鼠太白亚种（学名：Eutamias sibiricus albogularis），J. Allen于1909年命名。在中国大陆，分布于陕西（南部）、甘肃、青海、四川等地。该物种的模式产地在陕西太白山。[2]
- 花鼠黑龙江亚种（学名：Eutamias sibiricus lineatus），Siebold于1824年命名。在中国大陆，分布于黑龙江（三江平原）等地。该物种的模式产地在日本北海道。[3]
- 花鼠榆林亚种（学名：Eutamias sibiricus ordinalis），Thomas于1908年命名。在中国大陆，分布于陕西（北部）、宁夏、山西等地。该物种的模式产地在陕西榆林。[4]
- 花鼠乌苏里亚种（学名：Eutamias sibiricus orientalis），Bonhote于1898年命名。在中国大陆，分布于吉林（长白山）、辽宁等地。该物种的模式产地在东西伯利亚乌苏里江上游。[5]
- 花鼠北京亚种（学名：Eutamias sibiricus senecens），Miller于1898年命名。在中国大陆，分布于河北、河南、山西等地。该物种的模式产地在北京。[6]
- 花鼠指名亚种（学名：Eutamias sibiricus sibiricus），Laxmann于1769年命名。在中国大陆，分布于黑龙江（北部）、内蒙古（东北部）、新疆（北部）等地。该物种的模式产地在阿尔泰山。[7]

## 保护
本种于2023年被收录入《有重要生态、科学、社会价值的陆生野生动物名录》。